# EFR
EFR (англ. Enhanced Full Rate) — технологія покращеного кодування за повною смугою частот, покращена FR. Якість близька до наземних ліній. Витрати акумулятора мобільного телефону на 5 % більше, ніж при FR. До введення специфікації GSM 2 всі мережі працювали за технологією кодування мови FR (Full Rate). Згодом кількість користувачів стільникового зв'язку збільшувалася, і мережі не встигали обробити зростаючу кількість запитів. З введенням EFR (Enhanced Full Rate) та HR (Half Rate) пропускна здатність мереж збільшилася в кілька разів, оскільки EFR та HR дозволяють кільком абонентам користуватися одним каналом передачі сигналу одночасно.